# Turniej drużynowy mężczyzn w sepak takraw plażowym na Plażowych Igrzyskach Azjatyckich 2012
Turniej drużynowy w sepak takraw mężczyzn podczas III Plażowych Igrzysk Azjatyckich w Haiyan odbył się w dniach od 19 do 21 czerwca 2012 roku. Do rywalizacji przystąpiły trzy drużyny (zgłoszeni zawodnicy z Mjanmy nie pojawili się na zawodach). Zmagania toczyły się systemem kołowym, tj. każdy z każdym, po jednym meczu. Jeden mecz trwał do dwóch wygranych regu. Złoto zdobyła reprezentacja Tajlandii.

## Wyniki
| Miejsce | Reprezentacja | Mecze | W | L | Regu W | Regu P | Punkty |
| ------- | ------------- | ----- | - | - | ------ | ------ | ------ |
|         | Tajlandia     | 3     | 3 | 0 | 6      | 0      | 6      |
|         | Indonezja     | 3     | 2 | 1 | 4      | 2      | 4      |
|         | Chiny         | 3     | 1 | 2 | 2      | 4      | 2      |
| 4       | Mjanma        | 3     | 0 | 3 | 0      | 6      | 0      |

| Data      |           | Wynik |           | Regu 1   | Regu 2   | Regu 3   |
| --------- | --------- | ----- | --------- | -------- | -------- | -------- |
| 16 Czerw. | Chiny     | 0–2   | Tajlandia | 0–2      | 0–2      |          |
| 17 Czerw. | Mjanma    | 0–2   | Indonezja | Walkower | Walkower | Walkower |
| 17 Czerw. | Chiny     | 0–2   | Indonezja | 1–2      | 0–2      |          |
| 18 Czerw. | Tajlandia | 2–0   | Mjanma    | Walkower | Walkower | Walkower |
| 18 Czerw. | Chiny     | 2–0   | Mjanma    | Walkower | Walkower | Walkower |
| 19 Czerw. | Indonezja | 0–2   | Tajlandia | 0–2      | 0–2      |          |